# Джелли, Стивен
Стивен Джелли (англ. Stephen Jelley, родился 12 мая 1982 года в Лестере) — британский автогонщик.

## Карьера

### Автоспорт с открытыми колёсами
Джелли перешёл из Формулы-Форд в Национальный класс Британской Формулы-3 в 2004 и одержал в нём три победы. В 2006 и 2007 он гонялся за команду Räikkönen Robertson Racing в Британской Формуле-3. 8 подиумов (включая 2 победы), принесли ему третье место в чемпионате. Также он принял участие в сезоне 2008 GP2 Asia за команду ART Grand Prix и в отличие от напарника Ромена Грожана, ставшего чемпионом, очков не набирал, завершив сезон на 24-м месте.

### Туринговые автомобили

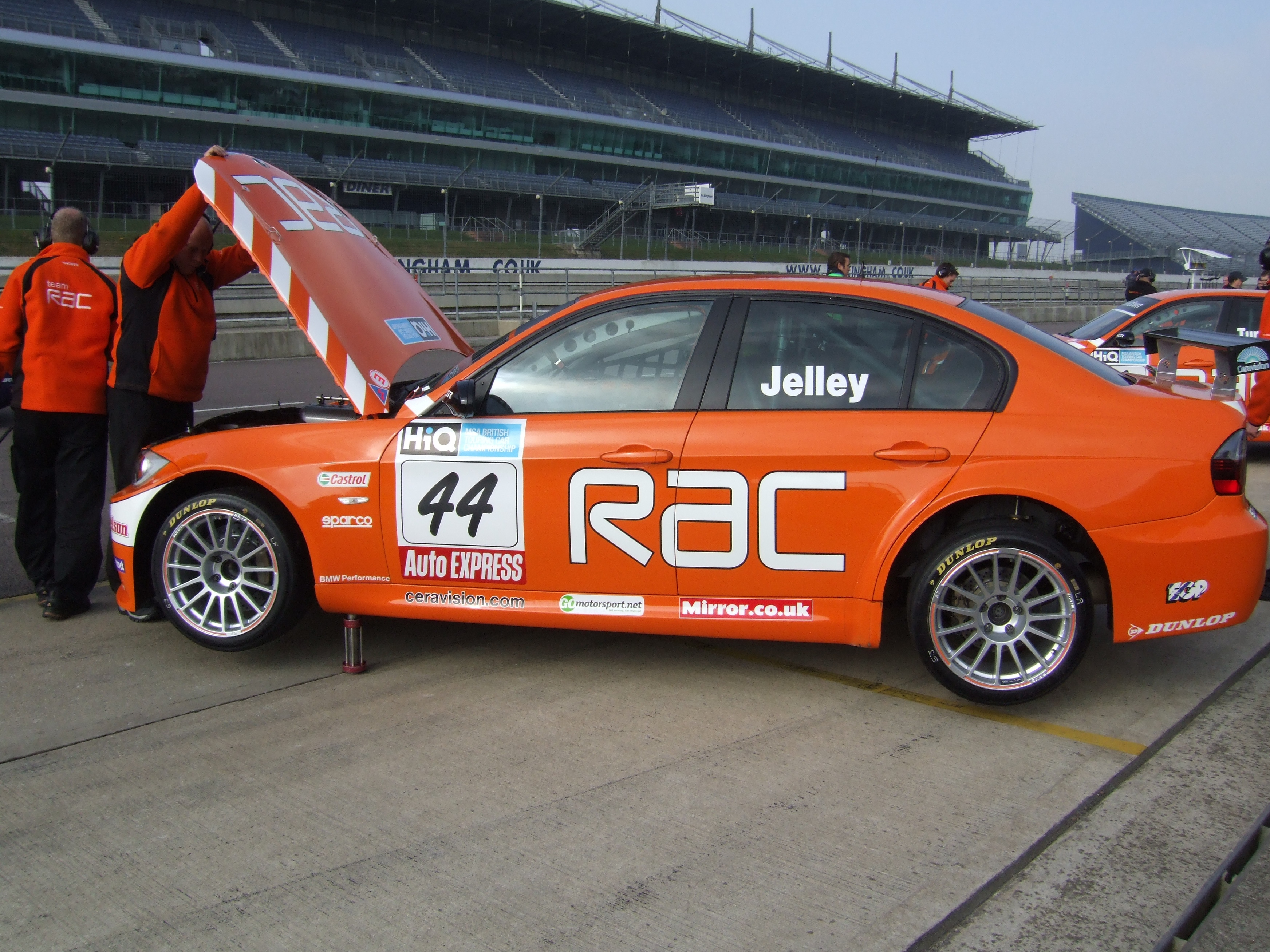
Машина Джелли BMW 320si в спецификации 2009 года на трассе Рокингем.

Джелли переключил своё внимание на туринг, приняв участие в 2008 BTCC за команду Team RAC, где его напарником был Колин Тёркингтон. Первые результаты не были впечатляющими, он набрал всего-лишь одно очко в первых четырёх этапах. Постепенно его результаты улучшались и он финишировал в очках в каждой гонке следующих трёх этапов, где лучшим результатом стало восьмое место. Он практически добился седьмой позиции лучшей позиции на финише в тот момент гонке в Оултон Парке, но откатился на десятое место . В Сильверстоуне он квалифицировался седьмым, но после финиша на 25-й гонке, он попал в аварию в 26-й и травмировал плечо. Несмотря на это он принял участие в следующей 27-й гонке, финишировав при этом в очках. На финале сезона в Брэндс-Хэтче он заработал поул-позицию, хотя, потом он объяснил каналу ITV4, что сначала команда не могла поверить в это и посчитала первую позицию на экране ошибкой. В гонке были проблемы с коробкой передач, но он всё равно сражался за очки. Он продолжил выступать за команду в сезоне 2009 года. В середине сезона Джелли заработал два вторых места и третье место в третье гонке в Крофте, заработав свои первые финиши на подиуме в карьере.

## Результаты выступлений

### Результаты выступлений в BTCC
| Год  | Команда  | Машина    | 1   | 1   | 1    | 2   | 2   | 2   | 3    | 3    | 3   | 4   | 4   | 4    | 5    | 5   | 5   | 6   | 6   | 6   | 7   | 7   | 7   | 8   | 8   | 8   | 9   | 9    | 9   | 10   | 10  | 10   | Ранг | Очки |
| ---- | -------- | --------- | --- | --- | ---- | --- | --- | --- | ---- | ---- | --- | --- | --- | ---- | ---- | --- | --- | --- | --- | --- | --- | --- | --- | --- | --- | --- | --- | ---- | --- | ---- | --- | ---- | ---- | ---- |
| 2008 | Team RAC | BMW 320si | БРХ | БРХ | БРХ  | РОК | РОК | РОК | ДОН  | ДОН  | ДОН | ТРК | ТРК | ТРК  | КРО  | КРО | КРО | СНЕ | СНЕ | СНЕ | ОУЛ | ОУЛ | ОУЛ | КНО | КНО | КНО | СИЛ | СИЛ  | СИЛ | БРХ  | БРХ | БРХ  | 15   | 14   |
| 2008 | Team RAC | BMW 320si | 14  | 11  | 10   | 11  | 15  | 11  | Сход | Сход | 13  | 11  | 11  | Сход | Сход | 10  | 9   | 12  | 11  | 8   | 11  | 10  | 15  | 13  | 15  | 13  | 7   | Сход | 10  | Сход | 12  | Сход | 15   | 14   |
| 2009 | Team RAC | BMW 320si | БРХ | БРХ | БРХ  | ТРК | ТРК | ТРК | ДОН  | ДОН  | ДОН | ОУЛ | ОУЛ | ОУЛ  | КРО  | КРО | КРО | СНЕ | СНЕ | СНЕ | КНО | КНО | КНО | СИЛ | СИЛ | СИЛ | РОК | РОК  | РОК | БРХ  | БРХ | БРХ  | 7*   | 54*  |
| 2009 | Team RAC | BMW 320si | 7   | 4   | Сход | 7   | 4   | 6   | Сход | НС   | НС  | 5   | 14  | Сход | 2    | 2   |     |     |     |     |     |     |     |     |     |     |     |      |     |      |     |      | 7*   | 54*  |

'*' = Сезон продолжается

### Результаты выступлений в GP2

#### Результаты выступлений в GP2 Asia
| Легенда к таблице |                                                                    |
| --- | ------------------------------------------------------------------ |
| В таблице перечислены результаты всех гонок, в которых принимал участие гонщик. Строками таблицы являются сезоны, столбцами — этапы соревнований. В каждой клетке указаны сокращённое название этапа и результат, дополнительно обозначенный цветом. Расшифровка обозначений и цветов представлена в нижеследующей таблице. |                                                                    |
| \| Пример \| Описание \| \| ------------ \| ------------------------------------------------------------------ \| \| 1 \| Победитель \| \| 2 \| Второе место \| \| 3 \| Третье место \| \| 5 \| Финишировал, заработав очки \| \| Сход \| Не финишировал, но при этом заработал очки \| \| 12 \| Финишировал, не получив очков \| \| НКЛ \| Финишировал, но не попал в финальную классификацию \| \| 15 \| Участвовал вне зачёта, либо по отдельной классификации \| \| 18 \| Не финишировал, но попал в финальную классификацию \| \| Сход \| Не финишировал \| \| НКВ \| Не прошёл квалификацию \| \| НПКВ \| Не прошёл предквалификацию \| \| ДСК \| Дисквалифицирован \| \| ИСК \| Исключён из протокола соревнований \| \| ТТ \| Заявлен для участия только в тренировках \| \| НС \| Участвовал в квалификации, но не стартовал в гонке \| \| Т \| Травмирован или болен \| \| ОТК \| Отказ от участия \| \| НТР \| Прибыл на соревнования, но на трассу не выезжал \| \| НПР \| Был заявлен в числе участников, но не прибыл к началу соревнований \| \| О \| Соревнования отменены \| \| \| Не участвовал \| \| Поул-позиция \| \| \| Быстрый круг \| \| |                                                                    |
| Пример | Описание                                                           |
| 1 | Победитель                                                         |
| 2 | Второе место                                                       |
| 3 | Третье место                                                       |
| 5 | Финишировал, заработав очки                                        |
| Сход | Не финишировал, но при этом заработал очки                         |
| 12 | Финишировал, не получив очков                                      |
| НКЛ | Финишировал, но не попал в финальную классификацию                 |
| 15 | Участвовал вне зачёта, либо по отдельной классификации             |
| 18 | Не финишировал, но попал в финальную классификацию                 |
| Сход | Не финишировал                                                     |
| НКВ | Не прошёл квалификацию                                             |
| НПКВ | Не прошёл предквалификацию                                         |
| ДСК | Дисквалифицирован                                                  |
| ИСК | Исключён из протокола соревнований                                 |
| ТТ | Заявлен для участия только в тренировках                           |
| НС | Участвовал в квалификации, но не стартовал в гонке                 |
| Т | Травмирован или болен                                              |
| ОТК | Отказ от участия                                                   |
| НТР | Прибыл на соревнования, но на трассу не выезжал                    |
| НПР | Был заявлен в числе участников, но не прибыл к началу соревнований |
| О | Соревнования отменены                                              |
| | Не участвовал                                                      |
| Поул-позиция |                                                                    |
| Быстрый круг |                                                                    |

| Год  | Команда        | 1        | 2        | 3         | 4          | 5          | 6        | 7        | 8       | 9        | 10    | Место | Очки |
| ---- | -------------- | -------- | -------- | --------- | ---------- | ---------- | -------- | -------- | ------- | -------- | ----- | ----- | ---- |
| 2008 | ART Grand Prix | ОАЭ 1 15 | ОАЭ 2 12 | ИНЗ 1 ДСК | ИНЗ 2 Сход | МАЗ 1 Сход | МАЗ 2 18 | БАХ 1 16 | БАХ 2 9 | ОАЭ 1 18 | ОАЭ 2 | 24    | 0    |